# Arnold Friberg
Arnold Friberg (Winnetka, 21 december 1913 - Salt Lake City, 1 juli 2010) was een Amerikaans illustrator en kunstschilder.
Friberg schilderde in een kleurrijke naturalistisch-realistische stijl en werd vooral bekend door zijn religieuze en patriottisch getinte werken. Vooral zijn schilderij The Prayer at Valley Forge uit 1975, dat George Washington afbeeldt tijdens zijn gebed in Valley Forge, gaf hem landelijke bekendheid.
Friberg schilderde ook vijftien schilderijen ter voorbereiding van de film The Ten Commandments van Cecil B. DeMille. Deze werken werden later ook benut voor de promotie van de film en Friberg kreeg er een Oscarnominatie voor. Hij maakte ook een reeks schilderijen met afbeeldingen uit het Boek van Mormon voor de Kerk van Jezus Christus van de Heiligen der Laatste Dagen.
- Gemeinsame Normdatei: 1137062924
- International Standard Name Identifier: 0000 0001 1438 9983
- Library of Congress Control Number: n84162142
- Nationale Bibliotheek van Israël: 987007430778905171
- SNAC: w6v70scf
- Union List of Artist Names: 500000850
- Virtual International Authority File: 18629756
- WorldCat: E39PBJxxgrmf4cTMBWfjxYGrbd